# Phrixosceles trochosticha
Phrixosceles trochosticha är en fjärilsart som beskrevs av Edward Meyrick 1908. Phrixosceles trochosticha ingår i släktet Phrixosceles och familjen styltmalar. Inga underarter finns listade i Catalogue of Life.